# Senatori della XXIX legislatura del Regno d'Italia
Senatori della XXIX legislatura del Regno d'Italia nominati dal re Vittorio Emanuele III, divisi per anno di nomina.
Nel 1934 furono nominati 76 senatori con decreti emessi dopo la fine della XXVIII legislatura e prima dell'inizio della XXIX legislatura.
Tra parentesi sono indicate le categorie di nomina.

## Senatori di nomina regia

### Principi a norma dell’art.34 dello Statuto[2][3]
- S.A.R. Umberto di Savoia, Principe di Piemonte
- S.A.R. Amedeo di Savoia, Duca d’Aosta
- S.A.R. Aimone di Savoia-Aosta, Duca di Spoleto
- S.A.R. Vittorio Emanuele di Savoia-Aosta, Conte di Torino
- S.A.R. Ferdinando di Savoia, duca di Genova
- S.A.R. Filiberto di Savoia-Genova, Duca di Pistoia
- S.A.R. Adalberto di Savoia-Genova, Duca di Bergamo
- S.A.R. Eugenio di Savoia-Genova, Duca di Ancona

### 1934

#### Decreto 24 gennaio
Con il decreto vennero nominati 16 senatori.
- Pietro d'Acquarone (21)
- Icilio Bacci (20, 21)
- Raffaello Baldi Papini (21)
- Luigi Barzini (21)
- Serafino Belfanti (18, 21)
- Alfredo Bennicelli (21)
- Gelasio Caetani (6, 21)
- Carlo Centurione Scotto (21)
- Vittorio Cini (21)
- Ugo Conti Sinibaldi (21)
- Luigi Cozza (21)
- Mario Crespi (21)
- Giacomo Emilio Curatulo (21)
- Giovanni D'Achiardi (21)
- Giuseppe Francesco Danza (9)
- Camillo Romano Avezzana (6)

#### Decreto 24 febbraio
Con il decreto vennero nominati 14 senatori.
- Luigi De Marchi (18)
- Giovanni De Riseis (21)
- Luigi Devoto (18, 21)
- Claudio Faina (21)
- Giorgio Enrico Falck (21)
- Alfredo Felici (21)
- Federico Flora (18)
- Roberto Forges Davanzati (21)
- Camillo Fraschetti (21)
- Felice Gajo (21)
- Gian Giacomo Gallarati Scotti (21)
- Gino Gasperini (8)
- Amedeo Giannini (15)
- Riccardo Gigante (20)

#### Decreto 1 marzo
Con il decreto vennero nominati 23 senatori.
- Gino Aldi Mai (3)
- Giovanni Floriano Banelli (3)
- Giuseppe Belluzzo (3, 4, 5)
- Emilio Bodrero (3)
- Augusto De Martino (3)
- Salvatore Di Marzo (3)
- Gastone Guerrieri di Mirafiori (3)
- Alessandro Dudan (3)
- Balbino Giuliano (3, 5)
- Giovanni Giuriati (2, 3, 5)
- Giovanni Battista Imberti (3)
- Guglielmo Josa (3)
- Pier Silverio Leicht (3)
- Vico Mantovani (3)
- Arturo Marescalchi (3)
- Alessandro Martelli (3, 5)
- Paolo Mattei Gentili (3)
- Giuseppe Muscatello (3)
- Vittorio Peglion (3)
- Alfredo Rocco (2, 3, 4, 5)
- Michele Romano (3)
- Giunio Salvi (3)
- Ernesto Vassallo (3)

#### Decreto 6 aprile
Con il decreto vennero nominati 14 senatori.
- Francesco Giusti Del Giardino (21)
- Lando Landucci (3, 18)
- Ottavio Lanza Branciforte (21)
- Pasquale Libertini (3, 21)
- Paolo Orlando (21)
- Pietro Orsi (18)
- Giuseppe Ovio (21)
- Dino Perrone Compagni (4)
- Santi Romano (15)
- Fulco Ruffo di Calabria (21)
- Emanuele Soler (18)
- Antonio Taramelli (21)
- Alberto Theodoli di Sambuci (21)
- Francesco Todaro (21)

#### Decreto 27 aprile
Con il decreto vennero nominati 9 senatori.
- Tito Montefinale (14)
- Pier Ludovico Occhini (21)
- Cesare Oddone (21)
- Rinaldo Piaggio (21)
- Alberto Salucci (13)
- Carlo Scotti (21)
- Armando Tallarigo (14)
- Francesco Valagussa (21)
- Paolo Vinassa de Regny (21)